# Jean-Patrick Nazon
Pour les articles homonymes, voir Jean-Patrick et Nazon.

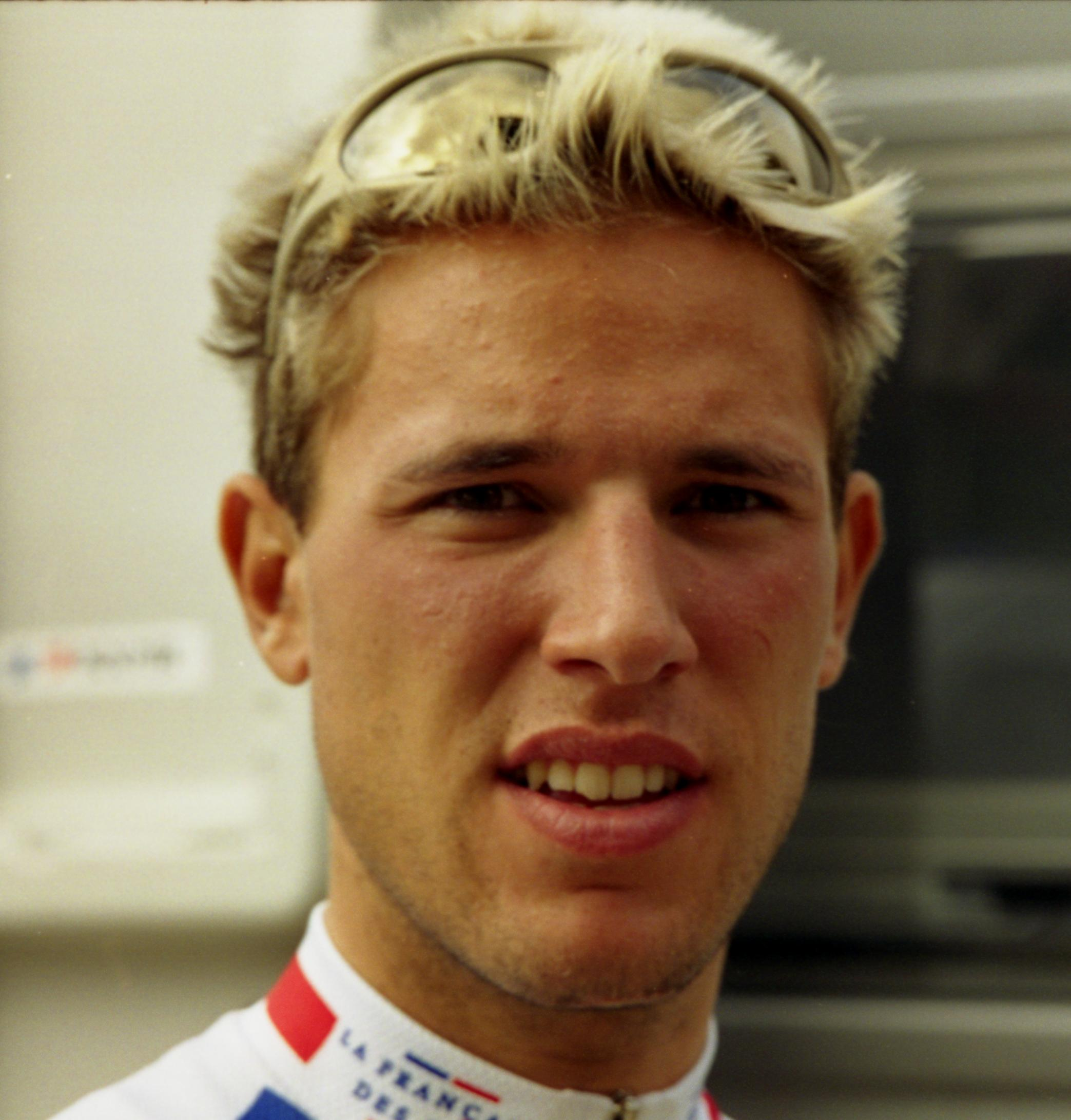
Jean-Patrick Nazon au Tour de l'Avenir en 1998.

Jean-Patrick Nazon, né le 18 janvier 1977 à Épinal dans les Vosges, est un coureur cycliste français. Coureur professionnel de 1997 à 2008, il connaît son sommet en 2003 en portant le maillot jaune pendant une journée durant le Tour de France et s'imposa sur les Champs-Élysées pour la dernière étape.  

## Biographie
Après sa carrière professionnelle dans le cyclisme, Jean-Patrick Nazon se consacre au triathlon en 2009 et termine dans les 150 premiers de l'Ironman de Nice. 
Par la suite  il se reconvertit dans la vente d'articles de sport puis dans la gestion d'une salle de sport à Saint-Étienne-lès-Remiremont avant de devenir professeur de sport. 
Son frère Damien fut également un coureur cycliste professionnel.

## Palmarès

### Palmarès amateur
- 1995
  -  Champion de France du contre-la-montre juniors
  - Trophée des Provinces françaises :
    - Classement général
    - 1re et 5e étapes

  - 2e du Trofeo Karlsberg
- 1996
  - Champion des Pays de la Loire
  - 2e étape du Tour de la Haute-Marne

### Palmarès professionnel
- 1998
  - 3e et 7e étapes du Circuit de Lorraine
  - 10e de Paris-Tours
- 2000
  - 2e et 4e étapes de l'Étoile de Bessèges
  - 3e étape des Quatre Jours de Dunkerque
  - 3ea étape du Tour de Picardie
- 2001
  - 2e étape du Tour de l'Avenir
- 2002
  - 1re étape du Critérium international
  - 3e étape des Quatre Jours de Dunkerque
- 2003
  - 6e étape des Quatre Jours de Dunkerque
  - 3e et 6e étapes du Tour de l'Alentejo
  - 20e étape du Tour de France
- 2004
  - 1re étape du Critérium international
  - 3e étape du Tour de l'Ain
  - 3e étape du Tour de France
- 2005
  - 2e étape du Tour de Bavière
  - 1re étape du Tour de Hesse
  - Mémorial Rik Van Steenbergen
  - 3e de la Châteauroux Classic de l'Indre
  - 3e de Paris-Bruxelles
  - 3e du Grand Prix de Fourmies
- 2006
  - 1re étape du Circuit de Lorraine
  - 2e étape de la Route du Sud
  - 3e de Tro Bro Leon
- 2007
  - 1re étape de Paris-Nice
  - 1re étape de la Route du Sud
  - 2e du Circuit des bords flamands de l'Escaut

### Résultats sur les grands tours

#### Tour de France
4 participations
- 2000 : abandon (10e étape)
- 2003 : 135e, vainqueur de la 20e étape,  maillot jaune pendant un jour
- 2004 : 137e, vainqueur de la 3e étape
- 2005 : abandon (11e étape)

#### Tour d'Espagne
1 participation
- 2006 : 105e